# Caluromys philander
Caluromys philander är en pungdjursart som först beskrevs av Carl von Linné 1758. Caluromys philander ingår i släktet ullpungråttor och familjen pungråttor. IUCN kategoriserar arten globalt som livskraftig.
Pungdjuret förekommer i nordöstra Sydamerika samt på några öar norr om världsdelen. Arten vistas i låglandet och på upp till 1 800 meter höga bergstrakter. Habitatet utgörs av regnskogar och andra skogar samt av människans trädplanteringar.
Arten blir 18,5 till 21,5 cm lång (huvud och bål), har en 23,3 till 27,9 cm lång svans och väger 111 till 269 g. Bakfötterna är cirka 3,5 cm långa och öronen är ungefär lika stora. Den ulliga pälsen på ovansidan har en rödbrun färg och på undersidan förekommer orange päls. Huvudets grundfärg är grå. Typiskt är en mörkbrun lodrätt strimma mellan ögonen och lite mörkare brunaktiga ringar kring ögonen. Svansen är naken förutom närmast bålen. Honans pung (marsupium) är bara full utvecklad när hon har ungar. Under andra tider finns bara två hudveck på buken.
Individerna lever nästan hela livet i träd. Två honor dokumenterades som båda hade tre ungar i pungen.

## Underarter
Arten delas in i följande underarter:
- C. p. affinis
- C. p. dichurus
- C. p. philander
- C. p. trinitatis